# Ніколас Кейдж
Нíколас Кейдж (англ. Nicolas Cage), ім'я при народженні — Ніколас Кім Коппола (англ. Nicolas Kim Coppola; нар. 7 січня 1964) — американський актор, лауреат премії «Оскар» 1996 року (головна роль у фільмі «Покидаючи Лас-Вегас»).

## Біографія і кінокар'єра

### Ранні роки, перші кроки у кіно
Народився 7 січня 1964 року у Каліфорнії. Змалку вирішив присвятити життя акторству — і заради театру кинув школу. У 16 років уперше з'явився на телеекрані, а в 17 почав зніматися в кіно (у титрах як Nicolas Coppola). Через два роки племінник видатного режисера Френсіса Форда Копполи отримав головну роль у стрічці «Дівчина з долини» Марти Кулідж, після чого змінив прізвище на Кейдж, оскільки його улюбленим героєм коміксів був темношкірий супермен Люк Кейдж.
«Мені довелося „грати“ з дев'яти років, щоб позбутися всюдисущих репортерів, які просили мене розповісти про уславленого дядечка, — розповідає актор. — Я почав видавати себе за приятеля Ніколаса Копполи, котрий, звичайно, нічим не міг допомогти журналістам. Тоді мені здавалося, що це і є сутність лицедійства — по-дитячому уявити себе кимось іншим».
Свої перші помітні ролі виконав у картинах дядька Френсіса «Бійцівська рибка» (1983), «Клуб „Коттон“» (1984) та «Пеггі Сью вийшла заміж» (1986). Під час зйомок «Коттона» амбіційний початківець, почувши про акторські методи Де Ніро, спробував «по-справжньому» увійти в образ (а грав він найжорстокішого гангстера Гарлему). Результатами перевтілення були розтрощена гримерна, розбиті лампи і посуд, зламані меблі. «Намагався наслідувати знаменитого актора, — перепрошував Кейдж. — Адже спеціально цю професію я не вивчав».

### «Шалені» ролі 1980-х— сер. 1990-х рр.
У 2-й половині 1980-х Ніколас Кейдж став одним з найкращих акторів США. Він виконував тільки нестандартні, дивацькі, «шалені» ролі, співпрацював з найоригінальнішими американськими постановниками — Девідом Лінчем («Дикі серцем»), братами Коенами («Виховуючи Аризону»), Джоном Далом («На захід від Червоної скелі»), Норманом Джуісоном («Зачаровані місяцем»), а також з англійцем Аланом Паркером («Пташка») та італійцем Джуліано Монтальдо («Час вбивати»). Про його божевільну відданість акторству ходили легенди: наприклад, під час зйомок «чорної» комедії «Поцілунок вампіра» (1989) Роберта Бірмана Кейдж за власною ініціативою з'їв перед камерою живого таргана. Ніколас Кейдж завжди волів грати, за його словами «без дурнів», тобто максимально правдиво. Ось як він згадує про свої перші популярні ролі:
|  | «Коли я починав зніматися, я був анархістом у душі. Мене цікавили лише такі фільми, як «Дикі серцем» і «Поцілунок вампіра» — бунтівні твори у стилі панк або рок. Це було альтернативне самовираження. Парадний бік кіноіндустріі викликав у мене огиду». |

Етапним у власній кар'єрі актор вважає 1995 рік, коли він зіграв садиста-кримінальника у трилері «Поцілунок смерті» Барбета Шредера та алкоголіка-самогубця у драмі «Покидаючи Лас-Вегас» Майка Фіггіса:
|  | «В обох стрічках мені дісталися дуже сильні особистості, герої з чіткою негативною аурою, і я відчув, як вони затьмарюють мій характер, витісняють мене з моєї душі і змішують свою кров з моєю». |

За бездоганну роботу у картині «Покидаючи Лас-Вегас» Кейджа нагородили «Оскаром» та безліччю інших призів.

### Кінокар'єра сер. 1990-х і по сьогодні
На лауреата премії Кіноакадемії відразу звернули увагу продюсери. Актору почали платити 20-мільйонні гонорари за зйомки у високобюджетних бойовиках, які мали великий успіх у публіки: «Скеля» Майкла Бея (134 млн доларів у прокаті США), «Повітряна тюрма» Саймона Веста (101 млн доларів), «Без обличчя» Джона Ву (112 млн доларів), «Викрасти за 60 секунд» Домініка Сена (101 млн доларів). Образи, створені Кейджем у цих хітах, не виходили за межі амплуа героя «екшн» (за винятком «подвійної» позитивно-негативної ролі у «Без обличчя»). Втім, сам Ніколас не вважав новий напрям кар'єри хибним: «Я відчув, що в акторській майстерності досяг рівня техніки віртуозного джазового імпровізатора».
Зміни у поглядах і поведінці Кейджа прикро вразили багатьох його давніх знайомих, наприклад, Шона Пенна:
|  | «Нік був актором, коли ми починали. Ми були справжніми друзями. Але зараз… Який він актор, якщо знімається тільки в комерційних фільмах? Він просто гвинтик голлівудської індустрії». |

Кейдж відреагував на критику, взявши участь у стрічках «Очі змії» (1998) Браяна Де Пальми, «8 міліметрів» (1999) Джоела Шумахера та «Воскрешаючи мерців» (1999) Мартіна Скорсезе. Всупереч сподіванням, ці картини не повернули йому славу «шаленого таланту», хоча роботу у похмурій драмі Скорсезе деякі критики назвали найвищим досягненням зірки.
Ніколас так коментує зигзаги своєї кар'єри:
|  | «У середині 90-х я зрозумів, що мої екстравагантні ролі можуть назавжди відштовхнути від мене глядачів і кінематографістів. Довелося шукати баланс. Натомість сьогодні я можу допомогти втілити задуми таким митцям, як Скорсезе та Де Пальма, і завдяки цьому працюю в обох напрямах. Звичайно, ця двоїстість створює певну напругу, але без напруги у Голлівуді не виживеш». |

На початку нового століття життя Кейджа стало ще напруженішим. Спочатку він вчився грати на мандоліні для мелодрами «Вибір капітана Кореллі» (2001) Джона Меддена, потім качав м'язи, щоб зіграти морського вовка у шпигунському бойовику «Ті, що говорять із вітром» (2002) Джона Ву. Обидві стрічки, присвячені Другій світовій війні, провалилися у прокаті. Однак Кейдж швидко взяв реванш: подвійна роль в «Адаптації» (2002) Спайка Джонзі принесла йому номінацію на «Оскар», а пригодницька стрічка «Скарб нації» (2004) за його участю стала хітом, зібравши тільки у США понад 100 млн доларів. Ніколас також досить вдало дебютував у режисурі драмою «Сонні» (2002), в якій виконав епізодичну роль якраз у стилі своїх шалених персонажів 80-х.
2005 року на екрани вийшов фільм «Збройовий барон», у якому актор зіграв роль продавця зброї, його брата зіграв Джаред Лето. У 2007 році Кейдж зіграв у продовженні пригодницького бойовика «Скарб нації: книга таємниць» режисера Джона Тартелтауба.

## Ніколас Кейдж і Україна
У 2005 році Ніколас Кейдж зіграв головну роль Юрія Орлова, збройового торгівця родом з Одеси, Україна, у фільмі «Збройовий барон». У стрічці багаторазово згадується Україна.

## Нагороди та номінації
Станом на  03.10.2020
| Рік  | Нагорода                             | Організація                                             | Категорія                                                                   | Робота                                                         | Примітки                                                                             | Результат |
| ---- | ------------------------------------ | ------------------------------------------------------- | --------------------------------------------------------------------------- | -------------------------------------------------------------- | ------------------------------------------------------------------------------------ | --------- |
| 2019 | Saturn Award                         | Academy of Science Fiction, Fantasy & Horror Films, USA | Best Actor                                                                  | «Менді»                                                        |                                                                                      | Номінація |
| 2019 | EDA Special Mention Award            | Alliance of Women Film Journalists                      | Most Egregious Age Difference Between the Leading Man and the Love Interest | «Менді»                                                        | Разом з Андреа Райзборо                                                              | Номінація |
| 2019 | CinEuphoria                          | CinEuphoria Awards                                      | Best Actor — International Competition                                      | «Менді»                                                        |                                                                                      | Номінація |
| 2019 | Chainsaw Award                       | Fangoria Chainsaw Awards                                | Best Actor                                                                  | «Менді»                                                        |                                                                                      | Перемога  |
| 2018 | Fright Meter Award                   | Fright Meter Awards                                     | Best Actor                                                                  | «Менді»                                                        | Фіналіст (2-ге место)                                                                | Номінація |
| 2018 | Honorary Grand Prize                 | Sitges — Catalonian International Film Festival         |                                                                             |                                                                |                                                                                      | Перемога  |
| 2017 | Razzie Award                         | Razzie Awards                                           | Worst Supporting Actor                                                      | «Сноуден»                                                      |                                                                                      | Номінація |
| 2016 | Felix                                | 20/20 Awards                                            | Best Actor                                                                  | «Покидаючи Лас-Вегас»                                          |                                                                                      | Перемога  |
| 2016 | German Independence Honorary Award   | Oldenburg Film Festival                                 | Tribute                                                                     |                                                                |                                                                                      | Перемога  |
| 2016 | Star of Excellence                   | Oldenburg Film Festival                                 | Walk of Fame                                                                |                                                                |                                                                                      | Перемога  |
| 2015 | Razzie Award                         | Razzie Awards                                           | Worst Actor                                                                 | «Залишені»                                                     |                                                                                      | Номінація |
| 2014 | BTVA Feature Film Voice Acting Award | Behind the Voice Actors Awards                          | Best Vocal Ensemble in a Feature Film                                       | «Сімейка Крудсів»                                              | Разом з Еммою Стоун, Раяном Рейнольдсом, Кетрін Кінер, Клоріс Лічмен, Кларком Дьюком | Номінація |
| 2014 | Charlie Chaplin Icon Award           | Catalina Film Festival                                  |                                                                             |                                                                |                                                                                      | Перемога  |
| 2013 | Huading Award                        | Huading Award                                           | Best Global Actor in a Motion Picture                                       | «Джо»                                                          |                                                                                      | Перемога  |
| 2013 | Razzie Award                         | Razzie Awards                                           | Worst Actor                                                                 | «Примарний вершник: Дух помсти», «Голодний кролик атакує»      |                                                                                      | Номінація |
| 2012 | Razzie Award                         | Razzie Awards                                           | Worst Actor                                                                 | «Скажені перегони», «Час відьом», «Що приховує брехня»         |                                                                                      | Номінація |
| 2012 | Razzie Award                         | Razzie Awards                                           | Worst Screen Couple                                                         | «Скажені перегони», «Час відьом», «Що приховує брехня»         | Разом зі всіма акторами, хто знімався з ним у цих трьох фільмах 2011 року            | Номінація |
| 2010 | Chlotrudis Award                     | Chlotrudis Awards                                       | Best Actor                                                                  | «Поганий лейтенант»                                            |                                                                                      | Номінація |
| 2010 | DFCC                                 | Dublin Film Critics Circle Awards                       | Best Actor                                                                  | «Поганий лейтенант»                                            | 6-те місце                                                                           | Номінація |
| 2010 | NSFC Award                           | National Society of Film Critics Awards, USA            | Best Actor                                                                  | «Поганий лейтенант»                                            |                                                                                      | Номінація |
| 2010 | Scream Award                         | Scream Awards                                           | Best Superhero                                                              | «Пипець»                                                       |                                                                                      | Номінація |
| 2010 | Scream Award                         | Scream Awards                                           | Best Fantasy Actor                                                          | «Пипець»                                                       |                                                                                      | Номінація |
| 2010 | Teen Choice Award                    | Teen Choice Awards                                      | Choice Movie Actor: Action Adventure                                        | «Пипець»                                                       |                                                                                      | Номінація |
| 2009 | ICP Award                            | Indiewire Critics' Poll                                 | Best Lead Performance                                                       | «Поганий лейтенант»                                            | 8-ме місце                                                                           | Номінація |
| 2009 | Scream Award                         | Scream Awards                                           | Best Science Fiction Actor                                                  | «Знамення»                                                     |                                                                                      | Номінація |
| 2009 | TFCA Award                           | Toronto Film Critics Association Awards                 | Best Actor                                                                  | «Поганий лейтенант»                                            |                                                                                      | Перемога  |
| 2009 | VVFP Award                           | Village Voice Film Poll                                 | Best Actor                                                                  | «Поганий лейтенант»                                            | 2-ге місце                                                                           | Номінація |
| 2008 | Razzie Award                         | Razzie Awards                                           | Worst Actor                                                                 | «Примарний вершник», «Скарб нації 2: Книга Таємниць», «Пророк» |                                                                                      | Номінація |
| 2008 | Yoga Award                           | Yoga Awards                                             | Worst Foreign Actor                                                         | «Примарний вершник», «Скарб нації 2: Книга Таємниць», «Пророк» |                                                                                      | Перемога  |
| 2007 | Golden Camera                        | Golden Camera, Germany                                  | Film International                                                          |                                                                |                                                                                      | Перемога  |
| 2007 | Razzie Award                         | Razzie Awards                                           | Worst Actor                                                                 | «Плетений чоловік»                                             |                                                                                      | Номінація |
| 2007 | Razzie Award                         | Razzie Awards                                           | Worst Screen Couple                                                         | «Плетений чоловік»                                             | Разом зі своїм костюмом ведмедя                                                      | Номінація |
| 2006 | People's Choice Award                | People's Choice Awards, USA                             | Favorite Male Movie Star                                                    |                                                                |                                                                                      | Номінація |
| 2006 | Stinker Award                        | The Stinkers Bad Movie Awards                           | Worst Actor                                                                 | «Плетений чоловік»                                             |                                                                                      | Номінація |
| 2005 | Half-Life Award                      | CineVegas International Film Festival                   |                                                                             |                                                                |                                                                                      | Перемога  |
| 2005 | Jupiter Award                        | Jupiter Award                                           | Best International Actor                                                    | «Скарб нації»                                                  |                                                                                      | Номінація |
| 2005 | WFCC Award                           | Women Film Critics Circle Awards                        | Most Offensive Male Character                                               | «Збройовий барон»                                              |                                                                                      | Перемога  |
| 2004 | Barrymore Award                      | Hollywood Makeup Artist and Hair Stylist Guild Awards   |                                                                             |                                                                |                                                                                      | Перемога  |
| 2004 | ALFS Award                           | London Critics Circle Film Awards                       | Actor of the Year                                                           | «Адаптація.»                                                   |                                                                                      | Номінація |
| 2003 | Oscar                                | Academy Awards, USA                                     | Best Actor in a Leading Role                                                | «Адаптація.»                                                   |                                                                                      | Номінація |
| 2003 | Golden Globe                         | Golden Globes, USA                                      | Best Performance by an Actor in a Motion Picture — Comedy or Musical        | «Адаптація.»                                                   |                                                                                      | Номінація |
| 2003 | BAFTA Film Award                     | BAFTA Awards                                            | Best Performance by an Actor in a Leading Role                              | «Адаптація.»                                                   |                                                                                      | Номінація |
| 2003 | CFCA Award                           | Chicago Film Critics Association Awards                 | Best Actor                                                                  | «Адаптація.»                                                   |                                                                                      | Номінація |
| 2003 | Career Achievement Award             | Chicago International Film Festival                     |                                                                             |                                                                |                                                                                      | Перемога  |
| 2003 | Chlotrudis Award                     | Chlotrudis Awards                                       | Best Actor                                                                  | «Адаптація.»                                                   |                                                                                      | Номінація |
| 2003 | DFWFCA Award                         | Dallas-Fort Worth Film Critics Association Awards       | Best Actor                                                                  | «Адаптація.»                                                   |                                                                                      | Номінація |
| 2003 | Gold Derby Award                     | Gold Derby Awards                                       | Ensemble Cast                                                               | «Адаптація.»                                                   | Разом із Крісом Купером, Браяном Коксом, Карою Сеймур, Меріл Стріп, Тільдою Свінтон  | Номінація |
| 2003 | Gold Derby Award                     | Gold Derby Awards                                       | Lead Actor                                                                  | «Адаптація.»                                                   | У ролі Чарлі Кауфмана / Дональда Кауфмана                                            | Номінація |
| 2003 | Golden Schmoes                       | Golden Schmoes Awards                                   | Best Actor of the Year                                                      | «Чудова афера»                                                 |                                                                                      | Номінація |
| 2003 | INOCA                                | International Online Cinema Awards (INOCA)              | Best Actor                                                                  | «Адаптація.»                                                   |                                                                                      | Номінація |
| 2003 | OFTA Film Award                      | Online Film & Television Association                    | Best Actor                                                                  | «Адаптація.»                                                   |                                                                                      | Номінація |
| 2003 | OFCS Award                           | Online Film Critics Society Awards                      | Best Actor                                                                  | «Адаптація.»                                                   |                                                                                      | Номінація |
| 2003 | OFCS Award                           | Online Film Critics Society Awards                      | Best Ensemble                                                               | «Адаптація.»                                                   | Разом із Меріл Стріп, Крісом Купером, Тільдою Свінтон, Браяном Коксом                | Номінація |
| 2003 | PFCS Award                           | Phoenix Film Critics Society Awards                     | Best Actor in a Leading Role                                                | «Адаптація.»                                                   |                                                                                      | Номінація |
| 2003 | PFCS Award                           | Phoenix Film Critics Society Awards                     | Best Acting Ensemble                                                        | «Адаптація.»                                                   | Разом із Крісом Купером, Браяном Коксом, Карою Сеймур, Меріл Стріп, Тільдою Свінтон  | Номінація |
| 2003 | Golden Satellite Award               | Satellite Awards                                        | Best Actor in a Motion Picture, Comedy or Musical                           | «Адаптація.»                                                   |                                                                                      | Номінація |
| 2003 | Actor                                | Screen Actors Guild Awards                              | Outstanding Performance by a Male Actor in a Leading Role                   | «Адаптація.»                                                   |                                                                                      | Номінація |
| 2003 | Actor                                | Screen Actors Guild Awards                              | Outstanding Performance by the Cast of a Theatrical Motion Picture          | «Адаптація.»                                                   | Разом із Крісом Купером, Браяном Коксом, Карою Сеймур, Меріл Стріп, Тільдою Свінтон  | Номінація |
| 2003 | VFCC Award                           | Vancouver Film Critics Circle                           | Best Actor                                                                  | «Адаптація.»                                                   |                                                                                      | Номінація |
| 2003 | VES Award                            | Visual Effects Society Awards                           | Best Performance by an Actor in an Effects Film                             | «Адаптація.»                                                   |                                                                                      | Номінація |
| 2002 | ACCA                                 | Awards Circuit Community Awards                         | Best Actor in a Leading Role                                                | «Адаптація.»                                                   |                                                                                      | Номінація |
| 2002 | ACCA                                 | Awards Circuit Community Awards                         | Best Cast Ensemble                                                          | «Адаптація.»                                                   | Разом із Меріл Стріп, Крісом Купером, Тільдою Свінтон, Браяном Коксом, Карою Сеймур  | Номінація |
| 2002 | Grand Special Prize                  | Deauville Film Festival                                 |                                                                             | «Малюк Санні»                                                  |                                                                                      | Номінація |
| 2002 | Golden Schmoes                       | Golden Schmoes Awards                                   | Best Actor of the Year                                                      | «Адаптація.»                                                   |                                                                                      | Номінація |
| 2002 | Sierra Award                         | Las Vegas Film Critics Society Awards                   | Best Actor                                                                  | «Адаптація.»                                                   |                                                                                      | Номінація |
| 2002 | TFCA Award                           | Toronto Film Critics Association Awards                 | Best Performance, Male                                                      | «Адаптація.»                                                   |                                                                                      | Перемога  |
| 2002 | VVFP Award                           | Village Voice Film Poll                                 | Best Performance                                                            | «Адаптація.»                                                   | 9-те місце                                                                           | Номінація |
| 2001 | Blockbuster Entertainment Award      | Blockbuster Entertainment Awards                        | Favorite Actor — Comedy/Romance                                             | «Сім'янин»                                                     |                                                                                      | Перемога  |
| 2001 | Blockbuster Entertainment Award      | Blockbuster Entertainment Awards                        | Favorite Actor — Action                                                     | «Викрасти за 60 секунд»                                        |                                                                                      | Номінація |
| 2001 | Desert Palm Achievement Award        | Palm Springs International Film Festival                |                                                                             |                                                                |                                                                                      | Перемога  |
| 2001 | Special Award                        | ShoWest Convention, USA                                 | Distinguished Decade of Achievement in Film                                 |                                                                |                                                                                      | Перемога  |
| 2001 | Stinker Award                        | The Stinkers Bad Movie Awards                           | Most Annoying Fake Accent: Male                                             | «Мандоліна капітана Кореллі»                                   |                                                                                      | Перемога  |
| 2001 | Stinker Award                        | The Stinkers Bad Movie Awards                           | Worst On-Screen Couple                                                      | «Кокаїн», «Мандоліна капітана Кореллі», «Ванільне небо»        | Разом із Пенелопою Крус, Джонні Деппом, Томом Крузом                                 | Номінація |
| 1999 | Blockbuster Entertainment Award      | Blockbuster Entertainment Awards                        | Favorite Actor — Suspense                                                   | «Очі змії»                                                     |                                                                                      | Перемога  |
| 1999 | Blockbuster Entertainment Award      | Blockbuster Entertainment Awards                        | Favorite Actor — Drama/Romance                                              | «Місто янголів»                                                |                                                                                      | Перемога  |
| 1999 | MTV Movie Award                      | MTV Movie + TV Awards                                   | Best On-Screen Duo                                                          | «Місто янголів»                                                | Разом із Мег Раян                                                                    | Номінація |
| 1998 | Saturn Award                         | Academy of Science Fiction, Fantasy & Horror Films, USA | Best Actor                                                                  | «Без обличчя»                                                  |                                                                                      | Номінація |
| 1998 | Blockbuster Entertainment Award      | Blockbuster Entertainment Awards                        | Favorite Actor — Action/Adventure                                           | «Без обличчя», «Повітряна тюрма»                               |                                                                                      | Перемога  |
| 1998 | MTV Movie Award                      | MTV Movie + TV Awards                                   | Best On-Screen Duo                                                          | «Без обличчя»                                                  | Разом із Джоном Траволтою                                                            | Перемога  |
| 1998 | MTV Movie Award                      | MTV Movie + TV Awards                                   | Best Male Performance                                                       | «Без обличчя»                                                  |                                                                                      | Номінація |
| 1998 | MTV Movie Award                      | MTV Movie + TV Awards                                   | Best Villain                                                                | «Без обличчя»                                                  | Разом із Джоном Траволтою                                                            | Номінація |
| 1998 | Peter J. Owens Award                 | San Francisco International Film Festival               |                                                                             |                                                                |                                                                                      | Перемога  |
| 1998 | Star on the Walk of Fame             | Walk of Fame                                            | Motion Picture                                                              |                                                                | 31 липня 1998 року. адреса: Голлівудський бульвар, 7021                              | Перемога  |
| 1997 | Blockbuster Entertainment Award      | Blockbuster Entertainment Awards                        | Favorite Actor — Action/Adventure                                           | «Скеля»                                                        |                                                                                      | Перемога  |
| 1997 | Jupiter Award                        | Jupiter Award                                           | Best International Actor                                                    | «Повітряна тюрма», «Без обличчя»                               |                                                                                      | Перемога  |
| 1997 | MTV Movie Award                      | MTV Movie + TV Awards                                   | Best On-Screen Duo                                                          | «Скеля»                                                        | Разом із Шоном Коннері                                                               | Перемога  |
| 1996 | Oscar                                | Academy Awards, USA                                     | Best Actor in a Leading Role                                                | «Покидаючи Лас-Вегас»                                          |                                                                                      | Перемога  |
| 1996 | Golden Globe                         | Golden Globes, USA                                      | Best Performance by an Actor in a Motion Picture — Drama                    | «Покидаючи Лас-Вегас»                                          |                                                                                      | Перемога  |
| 1996 | BAFTA Film Award                     | BAFTA Awards                                            | Best Performance by an Actor in a Leading Role                              | «Покидаючи Лас-Вегас»                                          | США                                                                                  | Номінація |
| 1996 | Critics Choice Award                 | Broadcast Film Critics Association Awards               | Best Actor                                                                  | «Покидаючи Лас-Вегас»                                          |                                                                                      | Номінація |
| 1996 | CFCA Award                           | Chicago Film Critics Association Awards                 | Best Actor                                                                  | «Покидаючи Лас-Вегас»                                          |                                                                                      | Перемога  |
| 1996 | Chlotrudis Award                     | Chlotrudis Awards                                       | Best Actor                                                                  | «Покидаючи Лас-Вегас»                                          |                                                                                      | Номінація |
| 1996 | DFWFCA Award                         | Dallas-Fort Worth Film Critics Association Awards       | Best Actor                                                                  | «Покидаючи Лас-Вегас»                                          |                                                                                      | Перемога  |
| 1996 | Independent Spirit Award             | Film Independent Spirit Awards                          | Best Male Lead                                                              | «Покидаючи Лас-Вегас»                                          |                                                                                      | Номінація |
| 1996 | Jupiter Award                        | Jupiter Award                                           | Best International Actor                                                    | «Покидаючи Лас-Вегас», «Скеля»                                 |                                                                                      | Перемога  |
| 1996 | Career Exellence Award               | Montréal World Film Festival                            |                                                                             |                                                                |                                                                                      | Перемога  |
| 1996 | NSFC Award                           | National Society of Film Critics Awards, USA            | Best Actor                                                                  | «Покидаючи Лас-Вегас»                                          |                                                                                      | Перемога  |
| 1996 | People's Choice Award                | People's Choice Awards, USA                             | Favorite Motion Picture Actor                                               |                                                                |                                                                                      | Номінація |
| 1996 | Sant Jordi                           | Sant Jordi Awards                                       | Best Foreign Actor (Mejor Actor Extranjero)                                 | «Покидаючи Лас-Вегас»                                          |                                                                                      | Номінація |
| 1996 | Actor                                | Screen Actors Guild Awards                              | Outstanding Performance by a Male Actor in a Leading Role                   | «Покидаючи Лас-Вегас»                                          |                                                                                      | Перемога  |
| 1995 | ACCA                                 | Awards Circuit Community Awards                         | Best Actor in a Leading Role                                                | «Покидаючи Лас-Вегас»                                          |                                                                                      | Перемога  |
| 1995 | BSFC Award                           | Boston Society of Film Critics Awards                   | Best Actor                                                                  | «Покидаючи Лас-Вегас»                                          |                                                                                      | Перемога  |
| 1995 | LAFCA Award                          | Los Angeles Film Critics Association Awards             | Best Actor                                                                  | «Покидаючи Лас-Вегас»                                          |                                                                                      | Перемога  |
| 1995 | NBR Award                            | National Board of Review, USA                           | Best Actor                                                                  | «Покидаючи Лас-Вегас»                                          |                                                                                      | Перемога  |
| 1995 | NYFCC Award                          | New York Film Critics Circle Awards                     | Best Actor                                                                  | «Покидаючи Лас-Вегас»                                          |                                                                                      | Перемога  |
| 1995 | Silver Seashell                      | San Sebastián International Film Festival               | Best Actor                                                                  | «Покидаючи Лас-Вегас»                                          |                                                                                      | Перемога  |
| 1995 | STFC Award                           | Society of Texas Film Critics Awards                    | Best Actor                                                                  | «Покидаючи Лас-Вегас»                                          |                                                                                      | Перемога  |
| 1995 | Tribute to Independent Vision Award  | Sundance Film Festival                                  |                                                                             |                                                                |                                                                                      | Перемога  |
| 1993 | Golden Globe                         | Golden Globes, USA                                      | Best Performance by an Actor in a Motion Picture — Comedy or Musical        | «Медовий місяць в Лас-Вегасі»                                  |                                                                                      | Номінація |
| 1993 | American Comedy Award                | American Comedy Awards, USA                             | Funniest Actor in a Motion Picture (Leading Role)                           | «Медовий місяць в Лас-Вегасі»                                  |                                                                                      | Номінація |
| 1990 | Independent Spirit Award             | Film Independent Spirit Awards                          | Best Male Lead                                                              | «Поцілунок вампіра»                                            |                                                                                      | Номінація |
| 1989 | Best Actor                           | Sitges — Catalonian International Film Festival         |                                                                             | «Поцілунок вампіра»                                            |                                                                                      | Перемога  |
| 1988 | Golden Globe                         | Golden Globes, USA                                      | Best Performance by an Actor in a Motion Picture — Comedy or Musical        | «Зачаровані місяцем»                                           |                                                                                      | Номінація |
| 1988 | American Comedy Award                | American Comedy Awards, USA                             | Funniest Actor in a Motion Picture (Leading Role)                           | «Виховуючи Аризону»                                            |                                                                                      | Номінація |